# Карасек, Йиржи
Иржи Карасек (Jiři Karásek; 1871—1951) — чешский поэт, прозаик, беллетрист, драматург. Основатель коллекции славянского искусства.

## Биография
Иржи Йозеф Антонин Карасек родился 24 января 1871 года в Праге в семье железнодорожнего служащего (кондуктора), детство и юность провел в Смихове и на Малой Стране, что впоследствии нашло отражение в его ранних произведениях. Карасек учился в малостранской городской средней школе, где работал учителем чешский писатель, драматург, картограф и путешественник Отокар Иржи Пароубек. В воспоминаниях Карасек пишет, что домашняя коллекция Пароубка оказала на него большое влияние и позволила познакомиться с чешской литературой, а сам Пароубек сыграл важную роль в становлении его как поэта. Особое впечатление на юного литератора произвели книги стихов Ярослава Врхлицкого.
Позже Карасек отмечал, что сборник французской поэзии в переводах Врхлицкого стал источником вдохновения для многих чешских поэтов, пытавшихся сочинять в стиле декадентов и подражать «проклятым поэтам». 
В третьем классе средней школы Карасек знакомится с Арноштом Прохазкой, который, по воспоминаниям Карасека, был насильно переведен из другого класса за препирательства с учителями. Именно Прохазке, как писал потом Карасек в книге «Vzpomínky», он обязан своему становлению в качестве литературного критика. Прохазка также способствовал знакомству Карасека с французской литературой. Особенно Карасек отмечает свое увлечение поэзией Франсуа Коппе, представителя парнасской школы. 
После окончания школы в 1889 году Карасек два года проучился на теологическом факультете, затем на год уехал в Баварию, а по возвращении устроился работать почтовым служащим. 
В 1894 году вместе с Арноштом Прохазкой основал декадентский журнал «Moderni  Review».

## Творчество
Первой прозаической публикацией Карасека была сказка «Vondra plátenik» («Вондра-хамовник»), появившаяся в брненском журнале «Obzor» в ноябре 1890 года. В следующем году в журнале «Jitřenka»
начинает печататься его первый роман «Emil». Затем до 1893 года включительно в журналах «Vesna», «Jitřenka», «Máj» и «Obzor» Карасек публикует два десятка сказок и рассказов, которые можно разделить на «малостранские юморески» и рассказы об «униженных и оскорбленных». К первым относятся короткие произведения в жанре социальной сатиры, навеянные, в частности, творчеством Яна Неруды (в 1910 году Карасек опубликовал книгу о Неруде с подзаголовком «Критический очерк»). Это рассказы «A přeče se našli...» («Вот и встретились…»), «Pokažená idyla» («Разрушенная идиллия»), «Pan baron Specht» («Пан барон Шпект (Дятел)») и другие. Основой рассказов является анекдотическая ситуация, которую Карасек пытается описать с использованием повседневной городской или деревенской лексики. Так, сказка «Vondra plátenik» имеет подзаголовок «Записано с натуры Иржи Карасеком».
Сюжеты произведений об «униженных и оскорбленных» относятся к реализму и натурализму, показывают сложные жизненные условия простых людей. Таковы рассказы «Kavova společnost» и «Rudohorské
krajky», опубликованные в журналах «Vesna» и «Jitřenka» в 1891 и 1892 годах. Оттачивая в этих рассказах мастерство описания ситуации и персонажей, Карасек также детально воспроизводит повседневную речь героев.
Первое большое прозаическое произведение Иржи Карасека — роман «Emil» — публикуется в 1891 году. И хотя роман содержит элементы социальной критики, в нем можно рассмотреть признаки будущей декадентской эстетики и, что важнее, постепенный сдвиг интереса автора от окружающей действительности в сторону человеческой души. В названии романа, имени главного героя — отсылка
к известному трактату Жана-Жака Руссо «Эмиль, или О воспитании», из которого Карасек почерпнул известную идею возникающего в процессе образования конфликта между личностью и обществом.
Следующий роман Карасека также публикуется с продолжением в «Jitřence» и в журнальном варианте называется «Zmařené žití» («Разбитая жизнь») с подзаголовком «Пражский роман». В 1893 году
он выходит отдельной книгой под названием «Bezcestí» («Беспутье»). В этом романе Карасек продолжает исследование психологии героя, на этот раз изучая, каким образом личность
деформируется под воздействием разных обстоятельств. 
В 1894 году в журнале «Vesna» и в 1895 году в издательстве «Moderní revue» печатается роман «Stojaté vody» с подзаголовком «Studie vnitra» («Этюд о душе»). В этом тексте проявляются черты декадентской поэтики (бессюжетность, характерный главный герой). 
В 1894 году также в журнале «Vesna» публикуется роман Карасека «Neschopnost žíti» («Неумение жить»), который в 1897 году выходит отдельным изданием под названием «Mimo život» («В стороне от жизни») [Karásek 1897]. Карасек опять концентрируется на описании внутреннего состояния и мыслей разочарованного и опустошенного человека, неспособного принять решение и совершить действие. 
Важным этапом развития декадентской прозы Карасека является публикация в 1897 году в журнале «Moderní revue» романа «Legenda o melancholickém princi». Прототипом главного героя романа стал Людвик Баварский.
Кульминацией декадентского периода Иржи Карасека становится  роман «Готическая душа», опубликованный в 1900 году издательством  журнала «Moderní revue». Небольшой по объему (менее ста страниц), роман написан как дневник, рассказывающий «историю души» болезненного двадцатилетнего юноши . 
Сборники стихов Карасека: «Zazdĕná okna» (1894); «Sodoma» (1895, конфискованное издание); «Kniha aristokratická» (1896); «Sexus necans» (1897); романы — «Bezcesti» (1893), «Stojaté vody» (1895), «Mimo život» (1897); трагедия «Hořici duše» (1899); критический очерк об Ибсене и Витмане («Ideje zitřku», 1898) и др.
Похоронен на кладбище Малвазинки в Праге.

## Произведения
- Slovanské umění
- Zazděná okna (1894)
- Sodoma (1895)
- Kniha aristokratická (1896)
- Sexus necans (1897)
- Gotická duše (1900)
- Трилогия Romány tří mágů:
  - Román Manfreda Macmillena (1907)
  - Scarabeus (1908)
  - Ganymedes (1925)